# ستيفن بورتر (مخرج)
ستيفن بورتر (بالإنجليزية: Stephen Porter)‏ هو مخرج أمريكي، ولد في 24 يوليو 1925 في أوغدينسبورغ في الولايات المتحدة، وتوفي في 11 يونيو 2013 في نيويورك في الولايات المتحدة.

## وصلات خارجية
- ستيفن بوتر على موقع IMDb (الإنجليزية)
- ستيفن بوتر على موقع قاعدة بيانات برودواي على الإنترنت (الإنجليزية)
- ستيفن بوتر على موقع قاعدة بيانات الفيلم (الإنجليزية)